# Anthony Nesty
Anthony Nesty (n. 25 noiembrie 1967, Port of Spain, Trinidad și Tobago) este un înotător surinamez, medaliat olimpic. A participat la 3 ediții ale Jocurilor Olimpice (1984, 1988, 1992) în care a câștigat două medalii de aur și două medalii de bronz.